# Klubowe Mistrzostwa Świata w piłce siatkowej mężczyzn 2017
Klubowe Mistrzostwa Świata w piłce siatkowej mężczyzn 2017 (oficjalna nazwa 2017 FIVB Men’s Volleyball Club World Championship) – 13. turniej o tytuł klubowego mistrza świata, który odbył się w dniach 12–17 grudnia 2017 roku w Polsce, po raz pierwszy w historii.

## System rozgrywek
Turniej składał się z dwóch rund, w trakcie których rozegrano 16 meczów.
W fazie grupowej stworzono dwie grupy (A i B). W każdej znalazły się po 4 zespoły. Rywalizacja w każdej grupie odbywała się systemem kołowym. Do fazy pucharowej awansowały po dwie najlepsze drużyny z każdej z grup. Zespoły z miejsc 3-4 zostały sklasyfikowane w tabeli końcowej turnieju na 5. miejscu.
W fazie finałowej odbyły się półfinały, mecz o 3. miejsce i finał. Pary półfinałowe zostały stworzone według wzoru:
A1 – B2
A2 – B1.
Przegrani półfinałów zagrali o 3. miejsce, natomiast wygrani zmierzyli się w finale. Zwycięzca meczu finałowego został klubowym mistrzem świata.

## Obiekty
| Grupa A          | Grupa B           | Faza finałowa     |
| ---------------- | ----------------- | ----------------- |
| Opole            | Łódź              | Kraków            |
| Hala Okrąglak    | Atlas Arena       | Tauron Arena      |
| Pojemność: 3 500 | Pojemność: 13 806 | Pojemność: 15 328 |
|                  |                   |                   |

## Drużyny uczestniczące
| Drużyna                   | Sposób awansu                      |
| ------------------------- | ---------------------------------- |
| ZAKSA Kędzierzyn-Koźle    | Gospodarz (Mistrz Polski 2017)     |
| Sarmajeh Bank Teheran     | Klubowy Mistrz Azji 2016           |
| Sada Cruzeiro             | Klubowy Mistrz Ameryki Połud. 2017 |
| Zenit Kazań               | Zwycięzca Ligi Mistrzów 2016/17    |
| Cucine Lube Civitanova    | Mistrz Włoch 2017                  |
| Club Ciudad de Bolívar    | Mistrz Argentyny 2017              |
| Fudan University Shanghai | Mistrz Chin 2017                   |
| PGE Skra Bełchatów        | dzika karta                        |

## Rozgrywki

### Faza grupowa

#### Grupa A
Tabela
| Lp. | Drużyna                | Mecze | Mecze   | Mecze   | Pkt | Sety | Sety | Sety  | Małe punkty | Małe punkty | Małe punkty |
| Lp. | Drużyna                | M     | W (3:2) | P (2:3) | Pkt | wyg. | prz. | ratio | zdob.       | str.        | ratio       |
| --- | ---------------------- | ----- | ------- | ------- | --- | ---- | ---- | ----- | ----------- | ----------- | ----------- |
| 1   | Cucine Lube Civitanova | 3     | 3 (1)   | 0 (0)   | 8   | 9    | 2    | 4.500 | 265         | 227         | 1.167       |
| 2   | Sada Cruzeiro          | 3     | 2 (0)   | 1 (0)   | 6   | 6    | 3    | 2.000 | 212         | 203         | 1.044       |
| 3   | ZAKSA Kędzierzyn-Koźle | 3     | 1 (1)   | 2 (1)   | 3   | 5    | 8    | 0.625 | 283         | 306         | 0.925       |
| 4   | Sarmajeh Bank Teheran  | 3     | 0 (0)   | 3 (1)   | 1   | 2    | 9    | 0.222 | 239         | 263         | 0.909       |

Źródło: FIVB
Punktacja: 3:0 i 3:1 – 3 pkt; 3:2 – 2 pkt; 2:3 – 1 pkt; 1:3 i 0:3 – 0 pkt
Zasady ustalania kolejności: 1. liczba zwycięstw, 2. liczba punktów, 3. stosunek setów, 4. stosunek małych punktów, 5. bilans w bezpośrednich meczach
Legenda:   awans do półfinału
Wyniki
| Data       | Godz. | Drużyna 1              | Wynik | Drużyna 2              | 1     | 2     | 3     | 4     | 5     | Widzów | * |
| ---------- | ----- | ---------------------- | ----- | ---------------------- | ----- | ----- | ----- | ----- | ----- | ------ | - |
| 12.12.2017 | 17:30 | ZAKSA Kędzierzyn-Koźle | 3:2   | Sarmajeh Bank Teheran  | 19:25 | 20:25 | 25:16 | 31:29 | 17:15 | 2800   |   |
| 12.12.2017 | 20:30 | Sada Cruzeiro          | 0:3   | Cucine Lube Civitanova | 21:25 | 16:25 | 18:25 |       |       | 2500   |   |
|            |       |                        |       |                        |       |       |       |       |       |        |   |
| 13.12.2017 | 17:30 | ZAKSA Kędzierzyn-Koźle | 2:3   | Cucine Lube Civitanova | 25:23 | 21:25 | 25:23 | 21:25 | 16:18 | 3300   |   |
| 13.12.2017 | 20:30 | Sarmajeh Bank Teheran  | 0:3   | Sada Cruzeiro          | 23:25 | 20:25 | 22:25 |       |       | 2900   |   |
|            |       |                        |       |                        |       |       |       |       |       |        |   |
| 14.12.2017 | 17:30 | ZAKSA Kędzierzyn-Koźle | 0:3   | Sada Cruzeiro          | 13:25 | 30:32 | 20:25 |       |       | 3300   |   |
| 14.12.2017 | 20:30 | Cucine Lube Civitanova | 3:0   | Sarmajeh Bank Teheran  | 26:24 | 25:17 | 25:23 |       |       | 2700   |   |

#### Grupa B
Tabela
| Lp. | Drużyna                   | Mecze | Mecze   | Mecze   | Pkt | Sety | Sety | Sety  | Małe punkty | Małe punkty | Małe punkty |
| Lp. | Drużyna                   | M     | W (3:2) | P (2:3) | Pkt | wyg. | prz. | ratio | zdob.       | str.        | ratio       |
| --- | ------------------------- | ----- | ------- | ------- | --- | ---- | ---- | ----- | ----------- | ----------- | ----------- |
| 1   | Zenit Kazań               | 3     | 3 (0)   | 0 (0)   | 9   | 9    | 0    | MAX   | 229         | 171         | 1.339       |
| 2   | PGE Skra Bełchatów        | 3     | 2 (0)   | 1 (0)   | 6   | 6    | 4    | 1.500 | 236         | 217         | 1.088       |
| 3   | Fudan University Shanghai | 3     | 1 (1)   | 2 (0)   | 2   | 3    | 8    | 0.375 | 220         | 251         | 0.876       |
| 4   | Club Ciudad de Bolívar    | 3     | 0 (0)   | 3 (1)   | 1   | 3    | 9    | 0.333 | 237         | 283         | 0.837       |

Źródło: FIVB
Punktacja: 3:0 i 3:1 – 3 pkt; 3:2 – 2 pkt; 2:3 – 1 pkt; 1:3 i 0:3 – 0 pkt
Zasady ustalania kolejności: 1. liczba zwycięstw, 2. liczba punktów, 3. stosunek setów, 4. stosunek małych punktów, 5. bilans w bezpośrednich meczach
Legenda:   awans do półfinału
Wyniki
| Data       | Godz. | Drużyna 1                 | Wynik | Drużyna 2                 | 1     | 2     | 3     | 4     | 5     | Widzów | * |
| ---------- | ----- | ------------------------- | ----- | ------------------------- | ----- | ----- | ----- | ----- | ----- | ------ | - |
| 12.12.2017 | 17:30 | Zenit Kazań               | 3:0   | Club Ciudad de Bolívar    | 25:20 | 25:19 | 25:17 |       |       | 1285   |   |
| 12.12.2017 | 20:30 | PGE Skra Bełchatów        | 3:0   | Fudan University Shanghai | 25:18 | 25:19 | 25:21 |       |       | 2665   |   |
|            |       |                           |       |                           |       |       |       |       |       |        |   |
| 13.12.2017 | 17:30 | Zenit Kazań               | 3:0   | Fudan University Shanghai | 25:15 | 25:16 | 25:21 |       |       | 1822   |   |
| 13.12.2017 | 20:30 | PGE Skra Bełchatów        | 3:1   | Club Ciudad de Bolívar    | 23:25 | 25:15 | 25:21 | 25:19 |       | 3726   |   |
|            |       |                           |       |                           |       |       |       |       |       |        |   |
| 14.12.2017 | 17:30 | Fudan University Shanghai | 3:2   | Club Ciudad de Bolívar    | 22:25 | 25:20 | 23:25 | 25:18 | 15:13 | 2487   |   |
| 14.12.2017 | 20:30 | PGE Skra Bełchatów        | 0:3   | Zenit Kazań               | 27:29 | 20:25 | 16:25 |       |       | 6054   |   |

## Faza finałowa
|  |                        |                        |             |                   |   |                        |                        |       |
|  | Półfinały              | Półfinały              | Półfinały   |                   |   | Finał                  | Finał                  | Finał |
|  | Półfinały              | Półfinały              | Półfinały   |                   |   | Finał                  | Finał                  | Finał |
|  | 16.12 – Kraków         |                        |             |                   |   |                        |                        |       |
|  |                        |                        |             |                   |   |                        |                        |       |
|  | Cucine Lube Civitanova | Cucine Lube Civitanova | 3           |                   |   |                        |                        |       |
|  | Cucine Lube Civitanova | Cucine Lube Civitanova | 3           | 17.12 – Kraków    |   |                        |                        |       |
|  | PGE Skra Bełchatów     | PGE Skra Bełchatów     | 0           |                   |   |                        |                        |       |
|  | PGE Skra Bełchatów     | PGE Skra Bełchatów     | 0           |                   |   | Cucine Lube Civitanova | Cucine Lube Civitanova | 0     |
|  | 16.12 – Kraków         |                        |             |                   |   | Cucine Lube Civitanova | Cucine Lube Civitanova | 0     |
|  |                        |                        | Zenit Kazań | Zenit Kazań       | 3 |                        |                        |       |
|  | Zenit Kazań            | Zenit Kazań            | Zenit Kazań | Zenit Kazań       | 3 | 3                      |                        |       |
|  | Zenit Kazań            | Zenit Kazań            |             |                   |   |                        |                        |       |
|  | Sada Cruzeiro          | Sada Cruzeiro          | 0           |                   |   |                        |                        |       |
|  | Sada Cruzeiro          | Sada Cruzeiro          | 0           | Mecz o 3. miejsce |   |                        |                        |       |
|  |                        |                        |             |                   |   |                        |                        |       |
|  | 17.12 – Kraków         |                        |             |                   |   |                        |                        |       |
|  |                        |                        |             |                   |   |                        |                        |       |
|  | PGE Skra Bełchatów     | PGE Skra Bełchatów     | 0           |                   |   |                        |                        |       |
|  | PGE Skra Bełchatów     | PGE Skra Bełchatów     | 0           |                   |   |                        |                        |       |
|  | Sada Cruzeiro          | Sada Cruzeiro          | 3           |                   |   |                        |                        |       |
|  | Sada Cruzeiro          | Sada Cruzeiro          | 3           |                   |   |                        |                        |       |

### Półfinały
| Data       | Godz. | Drużyna 1              | Wynik | Drużyna 2          | 1     | 2     | 3     | 4 | 5 | Widzów | * |
| ---------- | ----- | ---------------------- | ----- | ------------------ | ----- | ----- | ----- | - | - | ------ | - |
| 16.12.2017 | 17:30 | Sada Cruzeiro          | 0:3   | Zenit Kazań        | 23:25 | 19:25 | 18:25 |   |   | 3500   |   |
| 16.12.2017 | 20:30 | Cucine Lube Civitanova | 3:0   | PGE Skra Bełchatów | 25:23 | 25:23 | 25:23 |   |   | 4013   |   |

### Mecz o 3. miejsce
| Data       | Godz. | Drużyna 1          | Wynik | Drużyna 2     | 1     | 2     | 3     | 4 | 5 | Widzów | * |
| ---------- | ----- | ------------------ | ----- | ------------- | ----- | ----- | ----- | - | - | ------ | - |
| 17.12.2017 | 17:30 | PGE Skra Bełchatów | 0:3   | Sada Cruzeiro | 19:25 | 18:25 | 13:25 |   |   | 4500   |   |

### Finał
| Data       | Godz. | Drużyna 1              | Wynik | Drużyna 2   | 1     | 2     | 3     | 4 | 5 | Widzów | * |
| ---------- | ----- | ---------------------- | ----- | ----------- | ----- | ----- | ----- | - | - | ------ | - |
| 17.12.2017 | 20:30 | Cucine Lube Civitanova | 0:3   | Zenit Kazań | 25:27 | 22:25 | 22:25 |   |   | 5558   |   |

### Nagrody indywidualne
| Najlepszy zawodnik (MVP) | Najlepszy atakujący | Najlepsi środkowi                          | Najlepsi przyjmujący | Najlepszy libero  | Najlepszy rozgrywający |
| ------------------------ | ------------------- | ------------------------------------------ | -------------------- | ----------------- | ---------------------- |
| Osmany Juantorena        | Cwetan Sokołow      | Roberlandy Simón Aties Aleksiej Samojlenko | Leal León            | Jenia Grebennikov | Aleksandr But´ko       |

## Klasyfikacja końcowa
| Miejsce | Drużyna                   |
| ------- | ------------------------- |
| złoto   | Zenit Kazań               |
| srebro  | Cucine Lube Civitanova    |
| brąz    | Sada Cruzeiro             |
| 4.      | PGE Skra Bełchatów        |
| 5.      | ZAKSA Kędzierzyn-Koźle    |
| 5.      | Fudan University Shanghai |
| 7.      | Sarmajeh Bank Teheran     |
| 7.      | Club Ciudad de Bolívar    |